# Suède aux Jeux olympiques de 1920
La Suède participe aux Jeux olympiques de 1920 organisés à Anvers en Belgique. La délégation suédoise remporte 64 médailles (19 en or, 20 en argent et 25 en bronze), se situant à la 2e place du tableau des médailles.

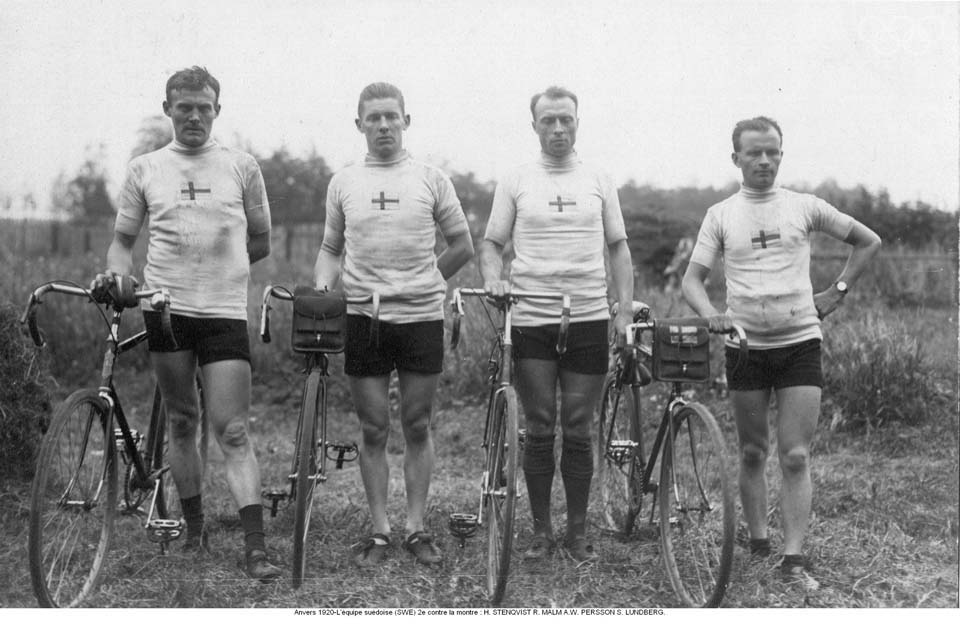
H. Stenqvist, R.Malm, A.Persson, S. Lundberg seconds en contre-la-montre par équipes.

## Liste des médaillés suédois[1]
| Médaille           | Athlète | Sport               | Épreuve                                                                     |
| ------------------ | --- | ------------------- | --------------------------------------------------------------------------- |
| Médaille d'or      | William Petersson | Athlétisme          | Saut en longueur                                                            |
| Médaille d'or      | Harry Stenqvist | Cyclisme            | Contre-la-montre individuel                                                 |
| Médaille d'or      | Arvid Wallman | Plongeon            | Plongeon ordinaire                                                          |
| Médaille d'or      | Janne Lundblad | Équitation          | Dressage individuel                                                         |
| Médaille d'or      | Helmer Mörner | Équitation          | Concours complet individuel                                                 |
| Médaille d'or      | Helmer Mörner, Åge Lundström, Georg von Braun (en) et Gustaf Dyrsch (en)                                                                                                | Équitation          | Concours complet par équipes                                                |
| Médaille d'or      | Hans von Rosen, Claës König, Daniel Norling et Frank Martin (en) | Équitation          | Saut d'obstacles par équipes                                                |
| Médaille d'or      | Gillis Grafström | Patinage artistique | Simple hommes                                                               |
| Médaille d'or      | Magda Julin | Patinage artistique | Simple femmes                                                               |
| Médaille d'or      | Équipe suédoise | Gymnastique         | Épreuve par équipes (système suédois)                                       |
| Médaille d'or      | Gustaf Dyrssen | Pentathlon moderne  | Individuel                                                                  |
| Médaille d'or      | Gösta Lundqvist (en), Rolf Steffenburg (en) et Gösta Bengtsson (en) | Voile               | Classe 30 m²                                                                |
| Médaille d'or      | Tore Holm, Yngve Holm, Axel Rydin (en) et Georg Tengwall (en) | Voile               | Classe 40 m²                                                                |
| Médaille d'or      | Hugo Johansson | Tir                 | Carabine libre à 600 mètres                                                 |
| Médaille d'or      | Håkan Malmrot | Natation            | 200 mètres brasse hommes                                                    |
| Médaille d'or      | Håkan Malmrot | Natation            | 400 mètres brasse hommes                                                    |
| Médaille d'or      | Anders Larsson | Lutte               | Lutte libre, mi-lourds                                                      |
| Médaille d'or      | Carl Westergren | Lutte               | Lutte gréco-romaine, moyens                                                 |
| Médaille d'or      | Claes Johanson | Lutte               | Lutte gréco-romaine, mi-lourds                                              |
| Médaille d'argent  | Eric Backman | Athlétisme          | Cross individuel                                                            |
| Médaille d'argent  | Carl Johan Lind | Athlétisme          | Lancer du marteau                                                           |
| Médaille d'argent  | Folke Jansson | Athlétisme          | Triple saut                                                                 |
| Médaille d'argent  | Harry Stenqvist, Ragnar Malm, Axel Persson et Sigfrid Lundberg | Cyclisme            | Contre-la-montre par équipes                                                |
| Médaille d'argent  | Erik Adlerz | Plongeon            | Plongeons variés                                                            |
| Médaille d'argent  | Nils Skoglund | Plongeon            | Plongeon ordinaire                                                          |
| Médaille d'argent  | Åge Lundström | Équitation          | Concours complet individuel                                                 |
| Médaille d'argent  | Bertil Sandström | Équitation          | Dressage individuel                                                         |
| Médaille d'argent  | Svea Norén | Patinage artistique | Simple femmes                                                               |
| Médaille d'argent  | Erik de Laval | Pentathlon moderne  | Individuel                                                                  |
| Médaille d'argent  | Gustaf Svensson (en), Ragnar Svensson (en), Percy Almstedt (en) et Erik Mellbin (en)                                                                                    | Voile               | Classe 40 m²                                                                |
| Médaille d'argent  | Fredric Landelius | Tir                 | Cerf courant, deux coups, individuel                                        |
| Médaille d'argent  | Alfred Swahn, Oscar Swahn, Fredric Landelius, Bengt Lagercrantz et Edward Benedicks                                                                                     | Tir                 | Cerf courant, deux coups, par équipes                                       |
| Médaille d'argent  | Alfred Swahn | Tir                 | Cerf courant, un coup, individuel                                           |
| Médaille d'argent  | Anders Andersson (en), Casimir Reuterskiöld (en), Gunnar Gabrielsson (en), Sigvard Hultcrantz, Anders Johnsson (en)                                                     | Tir                 | Tir au pistolet libre à 50 mètres par équipes                               |
| Médaille d'argent  | Sigvard Hultcrantz, Erik Ohlsson (en), Leon Lagerlöf (en), Ragnar Stare (en) et Olle Ericsson (en)                                                                      | Tir                 | Tir à la petite carabine à 50 mètres par équipes                            |
| Médaille d'argent  | Mauritz Eriksson | Tir                 | Carabine libre à 600 mètres                                                 |
| Médaille d'argent  | Thor Henning | Natation            | 200 mètres brasse hommes                                                    |
| Médaille d'argent  | Thor Henning | Natation            | 400 mètres brasse hommes                                                    |
| Médaille d'argent  | Gottfrid Svensson | Lutte               | Lutte libre, poids légers                                                   |
| Médaille de bronze | Eric Backman, Sven Lundgren et Edvin Wide | Athlétisme          | 3 000 mètres par équipes                                                    |
| Médaille de bronze | Nils Engdahl | Athlétisme          | 400 mètres                                                                  |
| Médaille de bronze | Agne Holmström, William Petersson, Sven Malm et Nils Sandström | Athlétisme          | Relais 4 × 100 mètres                                                       |
| Médaille de bronze | Eric Backman | Athlétisme          | 5 000 mètres                                                                |
| Médaille de bronze | Carl Johan Lind | Athlétisme          | Lancer du marteau lourd                                                     |
| Médaille de bronze | Eric Backman, Gustaf Mattsson et Hilding Ekman | Athlétisme          | Cross par équipes                                                           |
| Médaille de bronze | Bertil Ohlson | Athlétisme          | Décathlon                                                                   |
| Médaille de bronze | Bo Ekelund | Athlétisme          | Saut en hauteur                                                             |
| Médaille de bronze | Erik Abrahamsson | Athlétisme          | Saut en longueur                                                            |
| Médaille de bronze | Erik Almlöf | Athlétisme          | Triple saut                                                                 |
| Médaille de bronze | Eva Olliwier | Plongeon            | Plongeons ordinaires                                                        |
| Médaille de bronze | John Jansson | Plongeon            | Plongeons ordinaires                                                        |
| Médaille de bronze | Carl Gustaf Lewenhaupt | Équitation          | Saut d'obstacles individuel                                                 |
| Médaille de bronze | Hans von Rosen | Équitation          | Dressage individuel                                                         |
| Médaille de bronze | Anders Mårtensson, Oskar Nilsson (en) et Carl Green (en) | Équitation          | Voltige par équipes                                                         |
| Médaille de bronze | Gösta Runö | Pentathlon moderne  | Individuel                                                                  |
| Médaille de bronze | Olle Ericsson (en), Hugo Johansson, Leon Lagerlöf (en), Walfrid Hellman (en) et Mauritz Eriksson                                                                        | Tir                 | Tir à la carabine d'ordonnance debout à 300 mètres par équipes              |
| Médaille de bronze | Mauritz Eriksson, Hugo Johansson, Gustaf Jonsson, Erik Blomqvist et Erik Ohlsson (en)                                                                                   | Tir                 | Tir à la carabine d'ordonnance à 600 mètres en position couchée par équipes |
| Médaille de bronze | Erik Lundqvist, Per Kinde (en), Fredric Landelius, Alfred Swahn, Karl Richter (en) et Erik Sökjer-Petersén (en)                                                         | Tir                 | Tir aux pigeons d'argile par équipes                                        |
| Médaille de bronze | Aina Berg, Emy Machnow, Carin Nilsson et Jane Gylling | Natation            | Relais 4 × 100 mètres nage libre femmes                                     |
| Médaille de bronze | Harald Julin, Robert Andersson, Vilhelm Andersson, Erik Bergqvist, Max Gumpel, Pontus Hanson, Erik Andersson, Nils Backlund (en), Torsten Kumfeldt, Theodor Nauman (en) | Water polo          | Hommes                                                                      |
| Médaille de bronze | Albert Pettersson | Haltérophilie       | Poids moyens                                                                |
| Médaille de bronze | Erik Pettersson | Haltérophilie       | Poids mi-lourds                                                             |
| Médaille de bronze | Ernst Nilsson | Lutte               | Lutte libre, poids lourds                                                   |
| Médaille de bronze | Fritiof Svensson | Lutte               | Lutte gréco-romaine, poids plumes                                           |